# La Germania e i tedeschi
La Germania e i tedeschi (titolo originale tedesco: Deutschland und die Deutschen) è un saggio dello scrittore tedesco Thomas Mann pubblicato la prima volta in tedesco (con il titolo Deutschland und die Deutschen) nel fascicolo di ottobre 1945 sulla «Die neue Rundschau», pubblicata allora a Stoccolma da Gottfried Bermann Fischer; venne poi edito anche a sé nel 1947, sempre a Stoccolma, presso la Bermann Fischer Verlag. Il testo è tratto da un discorso che Thomas Mann tenne in lingua inglese (Germany and the Germans) il 29 maggio 1945 in occasione del suo settantesimo compleanno (che cadeva in realtà il 6 giugno 1945) nella Biblioteca del Congresso di Washington e ripeté poi altrove in America. In Italia è stato pubblicato nella silloge Moniti all'Europa a cura di Lavinia Mazzucchetti.

## Genesi dell'opera

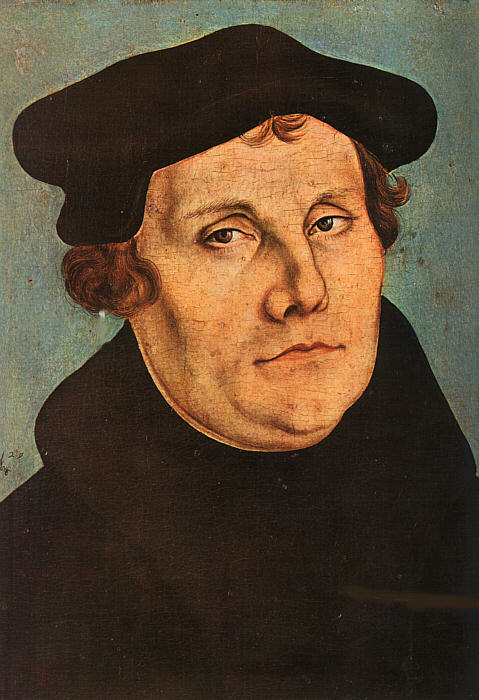
Martin Lutero, Ritratto di Lucas Cranach il Vecchio, 1529.

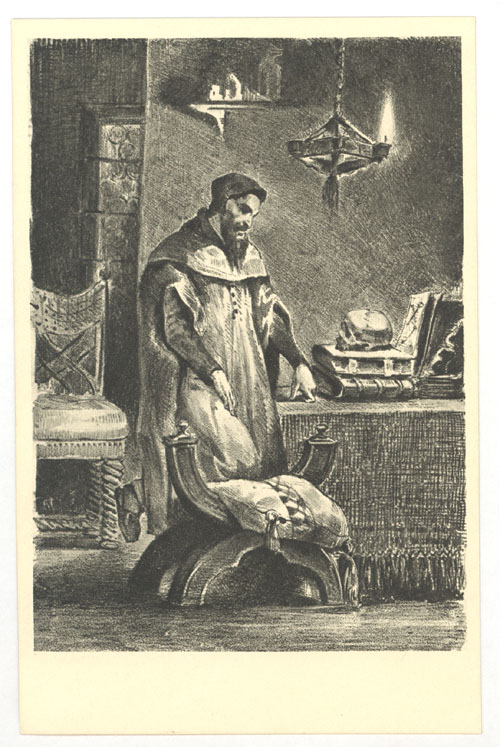
Faust nel suo studio

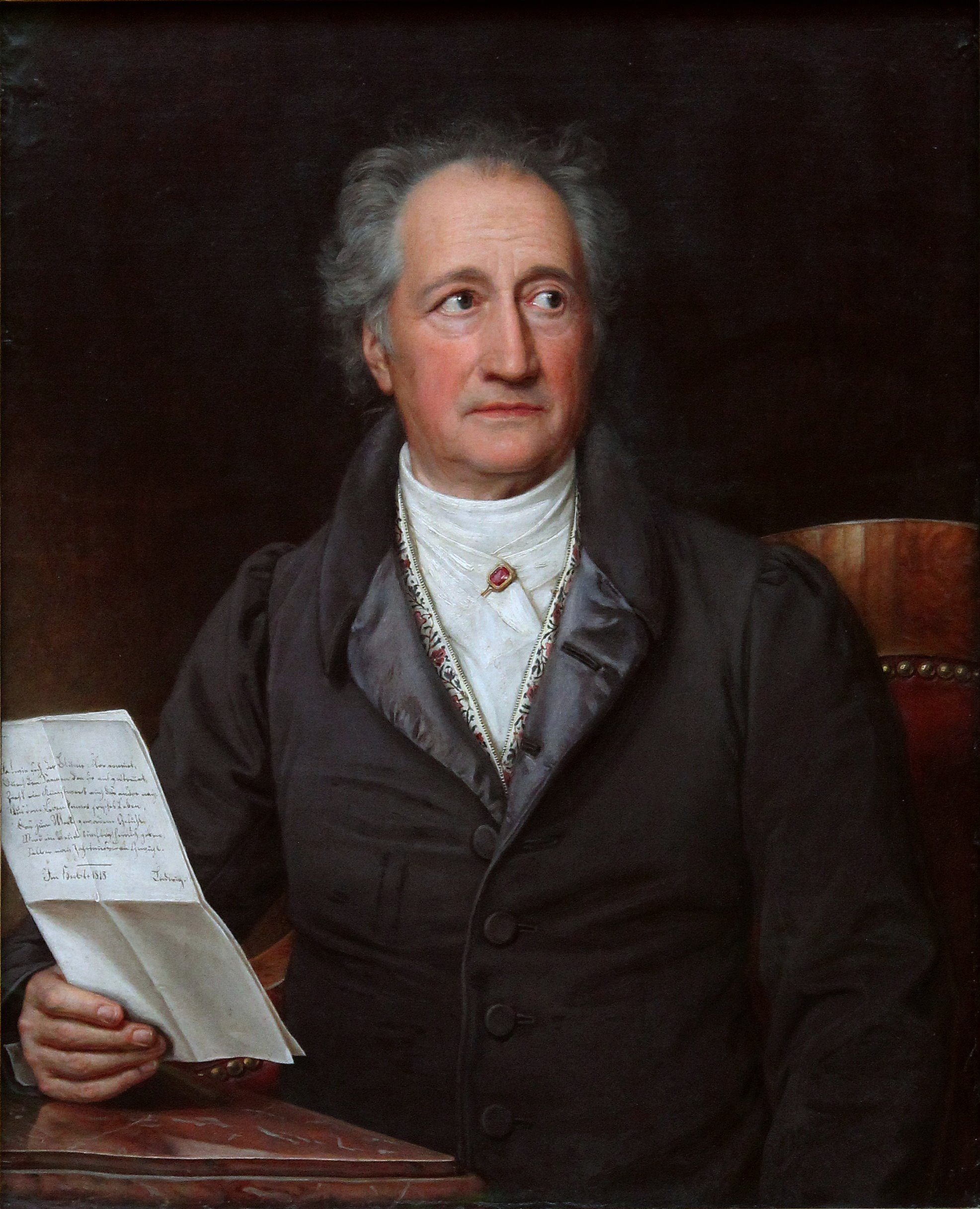
Goethe, 1828.

Il saggio è costituito da un discorso che Thomas Mann, il quale nel 1944 aveva ottenuto la cittadinanza americana, tenne in lingua inglese in occasione del suo settantesimo compleanno il 29 maggio 1945, tre settimane dopo la resa della Germania nazista e alcune settimane prima dei bombardamenti atomici di Hiroshima e Nagasaki. Il discorso fu ideato e composto nelle fasi finali della seconda guerra mondiale in Europa e in un periodo in cui Thomas Mann componeva il Doctor Faustus. La preparazione del saggio iniziò infatti nel novembre del 1944  e la redazione finale fu eseguita in quattro settimane dal 21 febbraio al 20 marzo 1945. C'era grande attesa per la conferenza di Mann. Il discorso di Mann fu preceduto da un'introduzione del vicepresidente Henry A. Wallace, presentato a sua volta dal drammaturgo Archibald MacLeish. Il pubblico accorso alla Biblioteca del Congresso era talmente numeroso che venne aperta un'altra sala in cui la voce di Thomas Mann era diffusa attraverso un altoparlante.

## Contenuto
Per Thomas Mann il problema della Germania, del carattere e del destino del popolo tedesco è «un'impresa temeraria e non soltanto perché l’argomento è tanto complesso, molteplice, inesauribile, bensì anche a causa della passione che oggi lo circonda». Mann rivendica la sua appartenenza alla cultura tedesca («Quando si è nati Tedeschi si ha a che fare con il destino tedesco e con la colpa tedesca»). Fin dalla giovinezza Thomas Mann ha osservato, nei tedeschi, «l’unione del cosmopolitismo col provincialismo, della paura del mondo col bisogno di essere nel mondo». Per Mann, il massimo poema tedesco, il Faust di Goethe, ha per protagonista «l'uomo al confine tra Medioevo e Umanesimo, l’uomo che si arrende al demonio e alla magia per temeraria sete di conoscenza. Dove l’orgoglio dell’intelletto si accoppia all'arcaismo dell'anima e alla costrizione, là interviene il demonio». E il diavolo, «il diavolo di Lutero e di Faust», sembra a Mann «una figura tedeschissima».
I tedeschi hanno dato all'occidente soprattutto la musica, «ricevendone in cambio gratitudine e gloria»; ma i musicisti tedeschi son più grandi maestri dell'armonia che non della melodia, più strumentalisti che esaltatori della voce umana, più rivolti all'aspetto dotto e spirituale della musica che non a quello canoro «che dà gioia al popolo». Martin Lutero, «gigantesca incarnazione dell'indole tedesca», era straordinariamente musicale. Mann confessa di non amare Lutero: «Ciò che è estremamente tedesco, separatista e antiromano, antieuropeo, mi sconcerta e mi spaventa anche quando si presenta come libertà evangelica e come emancipazione spirituale». A Lutero Mann preferisce Tilman Riemenschneider, grande artista il quale, al contrario di Lutero, durante la guerra dei contadini tedeschi si mise dalla parte dei più deboli contro i principi tedeschi. La Germania non ha mai conosciuto una rivoluzione e non ha mai imparato a conciliare il concetto della nazione con quello della libertà. «L'idea di libertà tedesca è etnica e antieuropea, sempre molto vicina a qualcosa di barbarico, anche quando non degenera in aperta e dichiarata barbarie». Inoltre, sebbene il popolo tedesco sia incline alle cose intellettuali e ideali, considera la politica «qualcosa di pienamente e assolutamente lurido, e, quando vi si dedica per ambizione internazionale, la esercita in base a tale filosofia».
Mann non riconosce come necessaria l'antitesi fra forza popolare luterana e l'incivilimento, rappresentato da Erasmo. Chi ha superato quel contrasto, conciliandolo, è stato Goethe. Purtroppo il dissenso di Goethe di fronte al protestantesimo politico, ebbe sulla borghesia tedesca, la parte intellettualmente importante in Germania, l’effetto di approfondire «il dualismo luterano tra libertà spirituale e politica, impedendo al concetto di cultura tedesco di accogliere in sé la componente politica». L'innato cosmopolitismo dei tedeschi li spinse verso la pretesa di un’egemonia europea, per cui il cosmopolitismo si trasformò nell'opposto, «il più minaccioso e presuntuoso nazionalismo e imperialismo». Mann conclude che non vi sono due Germanie, l'una buona e l'altra malvagia, ma che vi è una Germania soltanto, il cui bene per una perfidia del diavolo degenerò in male.

## Edizioni
- (DE) Thomas Mann, Deutschland und die Deutschen, Stockholm, Bermann Fischer Verlag.
- (IT) Lavinia Mazzucchetti (a cura di), Moniti all'Europa, traduzione di Lavinia Mazzucchetti, Milano, Mondadori, 1947.
- (IT) Lavinia Mazzucchetti (a cura di), Moniti all'Europa, traduzione di Lavinia Mazzucchetti, Introduzione di Giorgio Napolitano, Milano, Mondadori, 2017, ISBN 978-88-04-68173-1.